# Panenteisme
El panenteisme (del grec grec πᾶν (pân) «tots»; ἐν «en»; i θεός (theós) «Déu»; "tot està en déu") és una concepció que considera que tot el cosmos té presència divina. Va sorgir com un matís del panteisme (per part de Karl Christian Friedrich Krause, Vorlesungen über das System der Philosophie, 1828) on aquesta creença afirma que tot és diví i, per tant, Déu és tot, el panenteisme afirma que qualsevol ésser o cos està dins la divinitat, penetrat i amarat d'aquesta força divina que, tanmateix, és més gran que la suma de totes les entitats existents.
La majoria de cultes orientals i amerindis són panenteistes. Es relaciona amb l'atribut de l'omnipresència dels déus monoteistes, per la qual cosa molts teòlegs de les religions més esteses tenen una visió panenteista de l'univers.

## Definició
El panenteisme és un sistema de creences que postula que el diví existeix i interpenetra totes les parts de la natura, però que al mateix temps s'estén més enllà d'ell. Distingim el panenteisme del panteisme que sosté que el diví està totalment a l'univers, sense ser ni exterior ni superior a ell.
En el panenteisme, l'univers i el diví no són equivalents ontològicament. Déu no és considerat com el creador o el demiürg, sinó com la força eterna que anima l'univers, no essent aquest altre que la part manifesta de Déu. L'univers existeix dins de l'interior mateix de Déu que, al seu torn, es difon en totes les parts del cosmos o es troba en ell. Mentre que el panteisme afirma que "Tot és Déu" i que Déu posseeix el mateix abast o límits espacials o seqüencials que el cosmos, el panenteisme va més enllà afirmant que Déu és més gran que l'univers i que aquest últim hi està contingut, com en el concepte de Tzimtzum. Déu és alhora la influència suprema que actua sobre l'univers, alhora que n'és el resultat. Gran part del pensament hindú és una expressió del panenteisme i el panteisme. El judaisme hassídic connecta l'ideal elitista de la renúncia ascètica amb un panenteisme transcendent paradoxal, mitjançant l'articulació intel·lectual entre les dimensions internes de la càbala i l'èmfasi popular en la immanència panenteista de Déu en tot i en tot.

## En l'hinduisme
Braman és un concepte originat dels Vedes. És un principi diví panenteista, ja que és alhora transcendent i immanent. Ell és l'indescriptible, el neutre, l'inesgotable, l'omniscient, l'omnipresent, l'original, l'existència infinita, l'absolut, l'etern, l'ésser i el principi últim que és sense principi i sense fi, en tot l'Univers.
Alguns corrents de l'hinduisme es poden considerar panenteistes.
L'hinduisme és la religió que ha transmès una cultura panenteista des de la prehistòria fins als nostres dies. En fer-ho, tota la creació és divina. Per tant, tot a la natura és digne d'adoració: una planta (culte dels arbres, dendrolatria), un animal (zoolatria, particularment la vaca sagrada), un riu (com el Ganges), una muntanya, una pedra o fabricacions humanes com un test que representa la Deessa Mare, etc. Tot es pot reconèixer com a Déu. Així, Mata Amritanandamayi explica aquesta visió monista del món i dels éssers en aquests termes:
| « | Modelant l'argila, podem esculpir un ase, cavall, ratolí o lleó. El nom i la forma poden ser diferents, però en realitat només és fang. Hem d'abandonar el nostre hàbit de percebre l'univers a través de diversos noms i formes. En realitat, és el principi suprem únic que s'ha transformat en totes aquestes formes. Tot és Déu. No hi ha res que no sigui Déu | » |

A més, als llocs de pelegrinatges hindús o simplement en un lloc salvatge, etc., les divinitats prenen una forma de culte simplement tallant un parell d'ulls i un parell de mans a la roca rugosa: els ulls representen els òrgans dels sentits, i les mans, els òrgans d'acció, dos símbols que reflecteixen que la divinitat és conscient, sensible i desperta.
Per als savis de l'Índia, l'Univers és el mitjà a través del qual es presenta allò que és Diví; d'aquí el fet que –per a l'hinduisme- cada element d'aquest Univers pot servir com a finestra exemplar a Déu. Déu va crear el món a través de Brama, el manté a través de Vixnu i el destruirà com a Xiva, i tot això cíclicament, infinitament. Segons una llegenda del Ganga Mahatmya, un dia Xiva va començar a cantar. Vixnu, tan emocionat per la melodia produïda per la veu de Xiva, es va fondre literalment. Brama va dipositar Vixnu, liquat, en una olla que va resultar ser la Terra. Vixnu va prendre així la forma del Ganges, nodrint la terra, i fent així el bany a les aigües del Ganges semblant a l'ablució en el mateix si de Déu.
El Braman (l'Ànima Universal, l'Absolut) és Tot, encara que tot el que componen els universos no és Absolut; en conseqüència, la immanència divina no indueix que tot sigui igual, hi ha una jerarquia vinculada a la purificació (puresa vinculada a Ahimsa o No-violència universal), permetent que l'ànima individual, presa del cicle de les reencarnacions (samsâra), s'uneixi amb l'Ésser Suprem (Ishvara), que és l'Alliberament (Moksha) en dissoldre el seu ego (gràcies als diferents iogues), en anar més enllà de la seva condició humana, animal o vegetal, font de sofriment, tancada en l'Esdevenir/Temps. Però aquest panteisme no engendra un dogmatisme rígid en matèria de culte o metafísica, ja que no exclou ni el politeisme (el Diví es pot revelar de diferents maneres, és Múltiple), ni el monoteisme (el Diví és Un, fins i tot també transcendent): per exemple, el filòsof hindú Madhva, fundador de la doctrina de Dvaita, va distingir clarament Déu (reconegut només a Vishnu), les ànimes individuals (de les criatures) i el món corporal, oposant-se així a qualsevol equívoc panteista.
Els filòsofs que afirmen que hi ha una realitat divina que presideix el destí del món, considerant, per tant, la natura i les condicions humanes com una manifestació de Déu, representen el panteisme acòsmic. Tot està en déu o panenteisme (el diví és alhora absolut i relatiu). Déu és vist com l'actor diví que fa simultàniament la infinitat de papers d'homes, animals, plantes, estrelles i forces naturals.

## A Amèrica (nadius americans)
Pobles nadius americans d'Amèrica del Nord, com els cree, els iroquesos, els hurons, els navahos, etc. tenien i segueixen tenint una concepció de Déu en gran part panenteista, considerada alhora immanent a la Creació i transcendent amb relació a ella. Els autors nadius americans van utilitzar, per traduir la paraula Déu, expressions com "el gran misteri" o "L'Altre Sagrat". Una excepció podrien ser els cherokees moderns que semblen predominantment monoteistes. No obstant això, en les antigues tradicions Cherokie, molts emfatitzen tant aspectes panteistes com panenteistes, abraçant diverses tradicions espirituals sense exclusivitat ni contradicció, com és el cas d'altres tribus d'Amèrica, la majoria dels pobles nadius americans d'Amèrica eren en gran part panenteistes, com ho eren l'antic sud-est asiàtic o Cultures africanes.
Segons Charles C. Mann, només les classes baixes de la societat asteca eren politeistes. Els escrits dels sacerdots asteques demostren ser fortament panenteistes i veuen la mitologia comuna com una simplificació simbòlica, més fàcil d'entendre per la gent comuna. La metròpoli de Teotihuacán que, en nàhuatl, significa «el lloc on els homes esdevenen déus» «no era altre que el lloc on la serp va aprendre miraculosament a volar»; és a dir, on l'individu va assolir la categoria d'ésser celeste mitjançant l'elevació interior. Aquesta ciutat […] «evoca el concepte de divinitat humana». Els asteques havien desenvolupat una escola filosòfica especialment important, havent produït molts més textos que els mateixos grecs. El Teotl és el principi diví o numinós fonamental que regeix absolutament tot l'univers.

## A Europa

### Neoplatonisme
Podem considerar que el neoplatonisme (segles III - VI aC. i la seva teoria de l'emanació impliquen panenteisme. Per a Plotí, la hipòstasi suprema és Aquell del qual deriva, per emanació, una segona hipòstasi que és l'Esperit, del qual deriva, per emanació, una tercera hipòstasi que és l'Ànima. D'aquests últims en deriven, en una caiguda emanatista, totes les altres realitats del món. Aquestes mateixes realitats pugen després, en sentit contrari, les diferents etapes i es recomposen en l'Un. L'Un és, per tant, la veritable entitat estable i eterna de la qual la pluralitat emergeix per tornar-hi de nou. Els déus, també emanats de l'Un i destinats a tornar-hi, fan el paper de nuncis, missatgers de l'Un als homes, a través dels seus oracles. Porfir (l'extensor de les Enèades) i Jàmblic desenvoluparan el pensament plotinià segons mètodes menys filosòfics i més concretament màgico-religiosos. Proclo, finalment, al segle v, sistematitzarà el pensament neoplatònic, distingint en el procés d'emanació els tres moments de permanència, procés i retorn. Molt més tard, als segles XIII i XIV, el misticisme del mestre Eckhart serà impensable sense fer referència al neoplatonisme plotinià i encara més al de Proclo.

### Giordano Bruno
La teologia de Giordano Bruno, un monjo dominic del segle xvi, es pot relacionar amb Plató o amb el neoplatonisme. Per sobre de tot, es pot descriure com una religió d'"infinit”, perquè reprèn l’herència de Nicolas de Cues, destacant el Déu-Infinit (macrocosmos) del qual l’home és una imatge reduïda (microcosmos). Aquest Déu-Infinit ho és en ell mateix i en cadascun dels seus atributs. Ell és alhora l'Esperit Universal, creador de l'univers i l'ànima del món, "forma-idea" del cosmos, que el conforma, el vivifica i l'impregna en cadascuna de les seves parts. Al mateix temps, el mateix cosmos és un organisme infinit i etern si tenim en compte el seu conjunt, la seva totalitat; però cadascuna de les seves parts, cadascun dels mons que la componen són finits. Déu és el principi i la causa de totes les coses, en la mesura que totes les coses es distingeixen d'ell i se situen després d'ell, ja sigui des del punt de vista de la naturalesa, la durada o la dignitat.
«Jo dic que Déu és tot infinit, perquè tot en ell està en tot el món i totalment en cadascuna de les seves parts, al contrari de la infinitat de l'univers, que està totalment en el tot, i no en aquestes parts acabades.» (L'infinit, l'univers i els mons)
« Una cosa, tan petita i minúscula com vulgueu, conté en si mateixa una part de substància espiritual (...); perquè l'esperit es troba en totes les coses i no hi ha un corpuscle minúscul que no en contingui una part determinada i no estigui animat per ell.» (Causa, principi i unitat)
«El que es pot dir de cada partícula del gran Tot, àtom, mónada, es pot dir de l'univers com un tot. El món al seu cor alberga l'Ànima del món, l'Esperit.» (Causa, principi i unitat).

### Baruch Spinoza
Baruch Spinoza, filòsof holandès del segle xvii, d'origen jueu, va desenvolupar una filosofia de Déu i de la Natura que es podria qualificar de panenteista. Segons ell, l'única substància que existeix (és a dir, que existeix en ella mateixa i que només es pot concebre per ella mateixa) i que podem concebre és Déu, un ésser absolutament infinit. Les dues conseqüències que Spinoza en treu són les següents:: 1) els dos modes d'ésser que són el pensament o l'extensió són atributs de Déu o afectes dels seus atributs; 2) tot el que és en Déu; res del que és pot ser o pensar sense Déu. Així, només hi ha un ésser a l'univers i aquest ésser és Déu. Els éssers particulars, els individus no tenen existència pròpia. Són maneres de ser de la substància divina. La substància divina és activa; d'ella brolla una infinitat de coses infinitament modificades. Aquesta substància actua per l'única necessitat de la perfecció de la seva naturalesa. És en això que Déu és lliure; no està limitat per res extern a ell. La intel·ligència i la voluntat que atribuïm a Déu només poden diferir en tots els sentits de la intel·ligència i la voluntat humanes. Déu actua en totes les coses com la seva causa immanent i no transitiva. Déu o tots els seus atributs són eterns i immutables. Finalment, es tracta de distingir la natura naturante, és a dir, Déu considerat com a causa lliure, i la natura natural, és a dir, les coses que són en Déu i no es poden concebre sense ell. Aquestes coses no són contingents; han estat determinats a existir i actuar d'una determinada manera, per la necessitat de la naturalesa divina Hi ha, per tant, una necessitat absoluta de naturalitzar la natura i la natura naturalitzada. Res no és contingent ni arbitrari, però totes les coses es produeixen amb la més alta perfecció, perquè Déu, la causa de totes les coses, és supremament perfecte.

#### Confusió entre panteisme i panenteisme
La filosofia de la Il·lustració ha confós durant molt de temps aquestes dues visions del diví, i encara avui, molts pensadors « profans » són incapaços de diferenciar entre aquests modes de concepció, perquè gairebé no s'han interessat en la qüestió. Com s'ha dit anteriorment, el panenteisme suposa una força divina que anima tot l'univers, el panteisme considera l'univers com el mateix diví. En aquest sentit, el panteisme és només materialisme amb un intent de transcendència. Epicur podria ser qualificat en la història de la filosofia occidental com el primer panteista veritable, ja que associa els àtoms i el buit com les úniques coses eternes. No obstant això, tanmateix afirma sense dubtar l'evidència de l'existència dels déus, especificant que es destaquen dels déus grecs clàssics. D'això es pot concloure en les notes de l'autor Pierre-Marie Morel que "el diví és incorruptible en el sentit que és etern; però allò que és etern ni comença ni deixa d'existir; així que necessàriament és; per tant el diví existeix. Epicur defineix la noció de diví com una concepció mental assimilada als simulacres del nostre pensament. Els estoics són, erròniament, anomenats panteistes, precisament perquè admeten que allò diví és una energia impalpable que, mentre governa l'univers, s'allunya d'ell per naturalesa.
En resum, molts pensadors anomenats panteistes són, en realitat, panenteistes. Els panenteistes occidentals són: Aristòtil, els estoics, el mestre Eckhart, Paul Tillich. La filosofia asteca és panenteista, com els taoistes, confucians, budistes, certes branques de l'hinduisme, el sufí Ibn Arabi, la concepció mística del mana entre els oceans.